# Estlands geografi
Estlands geografi

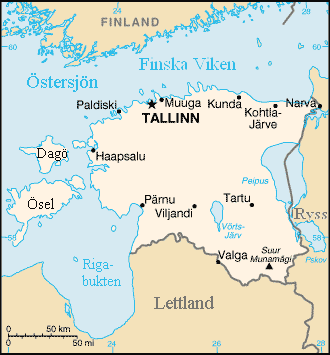
Karta över Estland.

Estland är ett flackt land, men i söder har mäktiga moränlager från istiden format ett backlandskap med småsjöar. Högsta punkt är Munamägi (317 m) i Baltiska landryggen. På gränsen mot Ryssland ligger den stora Peipussjön (Peipsi), som avrinner genom floden Narva till Finska viken. I väster fortsätter fastlandet i Estlands västra skärgård i Östersjön. De största öarna är Ösel (Saaremaa) och Dagö (Hiiumaa). Klimatet är tempererat och liknar Mellansveriges. Drygt 1/3 av ytan täcks av skog, mest barrträd men också blandskog med björk, asp, ek och alm. På kalkrika jordar, t.ex. på Ösel och andra öar i väst, påminner växtligheten om Ölands och Gotlands.

## Geografiska särdrag

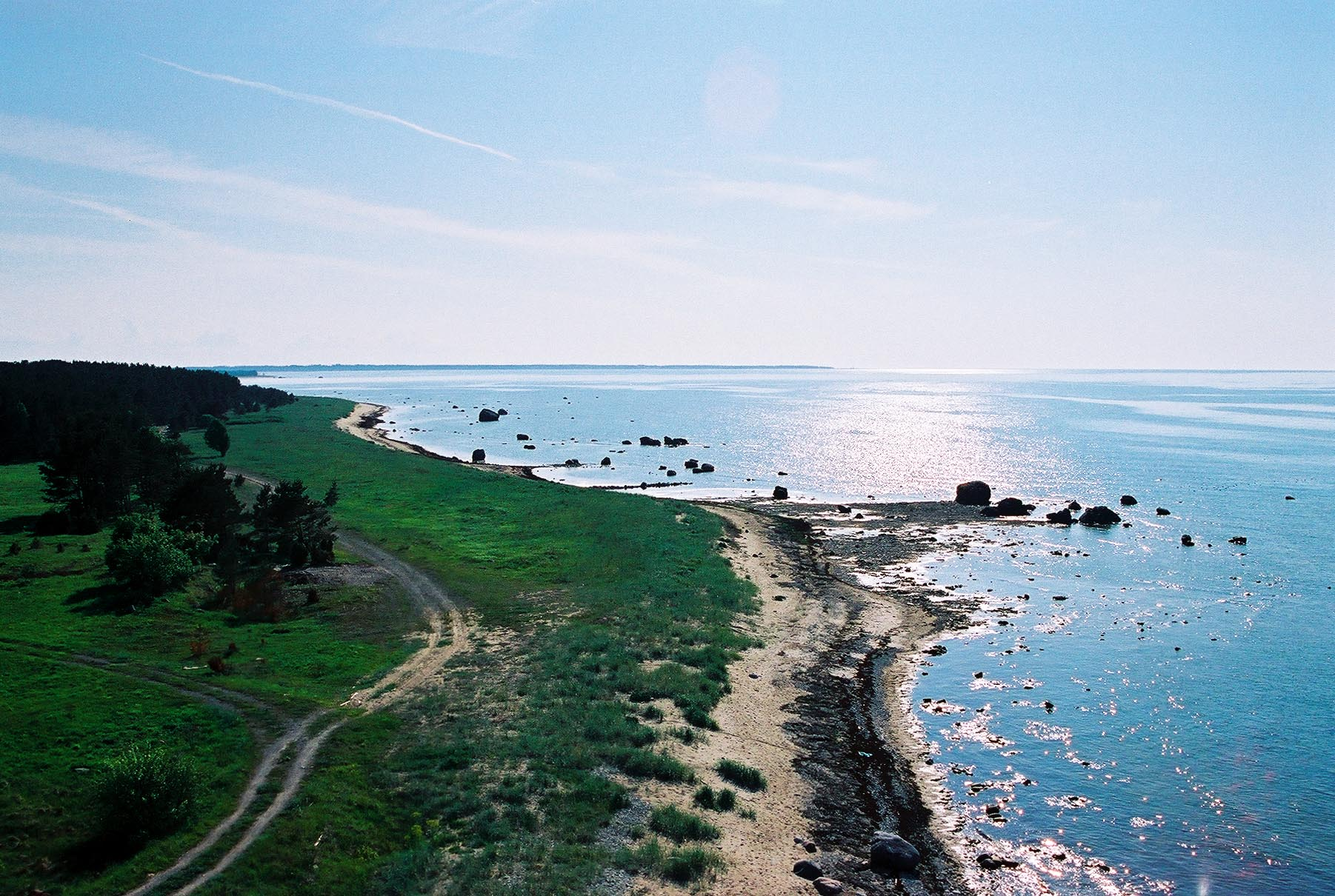
Estlands Nordvästkust nära Neve i Neve kommun, Läänemaa.

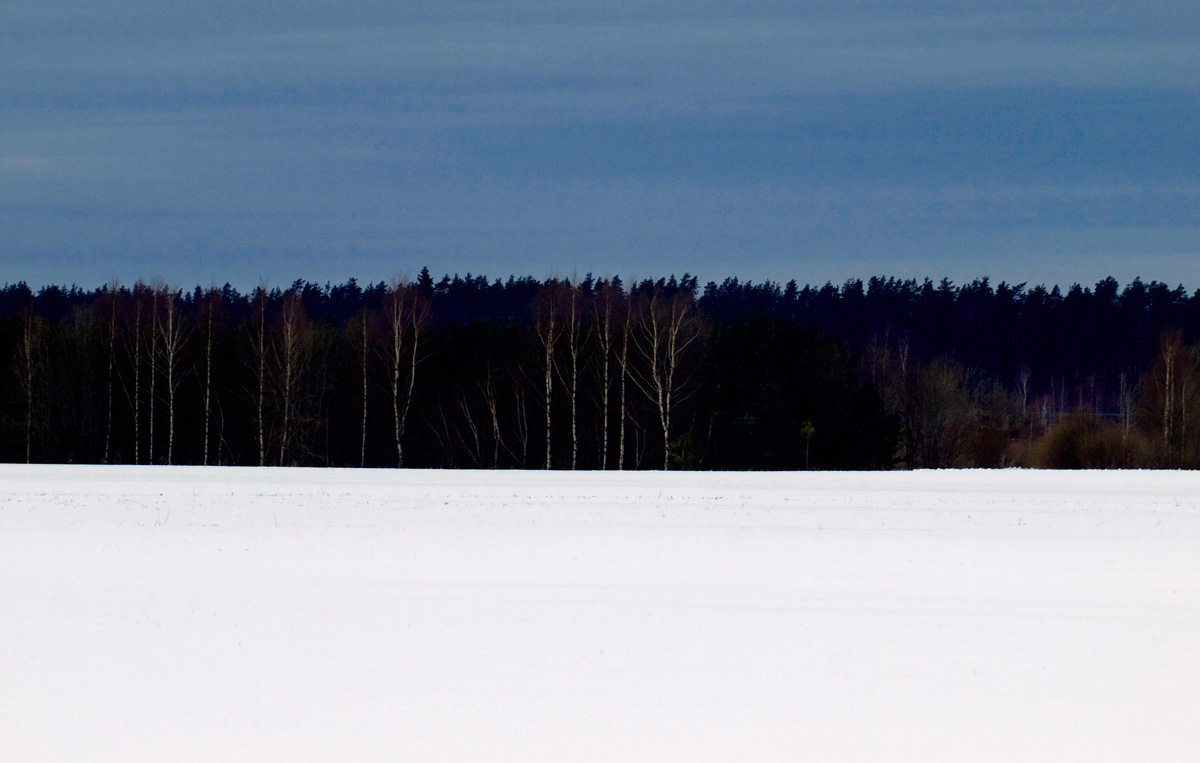
Skog i Estland på vintern, landskapet påminner om estniska flaggan.

Estland är ett platt land med en areal på 45 226 km². Estland har en lång kustlinje längs Östersjön med 1 520 öar och skär där de två största öarna är Ösel med 2 673 km² och Dagö med 989 km². Dessa två öar är populära semesterorter i Estland. Landets högsta punkt Suur Munamägi är en skogklädd ås i sydöstra delen av landet, och sträcker sig 318 meter över havet. Denna ås är också den högsta punkten i hela Baltikum. Estland täcks av omkring 18 000 km² skog medan 9 260 km² land täcks av jordbruksområden, 2 520 km² av ängar samt betesområden som täcker 1 810 km². Det finns mer än 1 400 insjöar och vattendrag i Estland. Den största av dem, Peipus (3 555 km²), utgör en stor del av gränsen mellan Estland och Ryssland. Den näst största insjön Võrtsjärv på 270 km² ligger centralt i landet. Narva och Emajõgi är de viktigaste och mest betydelsefulla av de många floderna i Estland.
Estland har en 267 km lång landgräns med Lettland, och 290 km med Ryssland. Från 1920 till 1945 gick Estlands gräns mot Ryssland som det fastslagits i fredsfördraget i Dorpat längre öst om gränsen om floden Narva i nordöst, och förbi staden Petseri i sydost. Detta område som utgör omkring 2 300 km² annekterades av Ryssland av Stalin efter andra världskriget. Estland vill ha tillbaka det förlorade området.

### Geologi
Estland tillhör i sin helhet den baltiska skölden, en del av östeuropakratonen. Berggrunden här är 870 miljoner år gammal. Däremot är Estland en del av en plattform där själva berggrunden ligger under ett nyare skikt. I Estland är detta nyare, mer stabila, skikt cirka 540 - 500 miljoner år gammalt. Så ön Ösel består av en berggrund av kalksten från Silur, cirka 420 miljoner år gammal från tiden vid bildandet av den Kaledonska orogenesen mycket längre västerut. Denna del av Estland låg då under ett grunt hav där det deponerades kalkstenslager i det som bland lokala forskare kallas för Silurbanken. Kusten längre nordöst är annorlunda, och består av lager som består av skikt som tryckts fram av inlandsisen med böljande åsar, moräner och ett stort antal dödisgropar. Mot havet går en parallell klippformation som brutits igenom av flera floder och flera vattenfall utmynnar här. Har finns några av Östeuropas största forsar.
I Viljandimaa i söder finns det partier med mycket röd sandsten, en bergstyp som drar till sig geologer.

## Städer i Estland
- Hapsal (estniska Haapsalu)
- Kuressaare (Arensburg)
- Kärdla (Kärrdal)
- Narva
- Paldiski (Baltischport eller Rågervik)
- Pärnu (Pernau)
- Tallinn (Reval)
- Tartu (Dorpat)

## Län
Estland är indelat i 15 län (maakonnad; singular maakond):
- Harjumaa
- Hiiumaa (Dagö)
- Ida-Virumaa
- Järvamaa
- Jõgevamaa
- Läänemaa
- Lääne-Virumaa
- Pärnumaa
- Põlvamaa
- Raplamaa
- Saaremaa (Ösel)
- Tartumaa
- Valgamaa
- Viljandimaa
- Võrumaa

## Fauna
Estland är känd för en större rovdjurspopulation. Här lever ungefär 1000 lodjur och 600 brunbjörnar. Vargpopulationen som före 1990-talet var 100 till 200 ökade efter inställd jakt till cirka 500 men det blev besvärlig att hålla översikten och omkring 2010 var populationen åter vid 200. Av hovdjur är kronhjort och vildsvin vanliga och älg förekommer likaså. Introducerade rovdjur är mårdhund och mink. Den senare är en konkurrent för flodillern. Därför rensades under 1990-talet öarna Ösel och Dagö på mink och fler flodillrar blev införda. Populationen av flygekorre omfattar ungefär 200 exemplar. Andra sällsynta däggdjur är sovmöss.
Ungefär 330 olika fågelarter registrerades i Estland och cirka två tredjedelar häckar i landet. Vid Östersjön har vitkindad gås och grågås häckningsplatser som är vanligare i regioner längre norrut. I Estland häckar 40 par av havsörn och många fler exemplar från Sverige och Finland besöker regionen under sommaren. I gamla skogar med träd som är upp till 200 år gamla hittas svart stork, spillkråka, tretåig hackspett och fyra andra arter av hackspettar. En för Baltikum typisk rovfågel är mindre skrikörn och ibland syns kungsörn. I landet är slaguggla, hornuggla och pärluggla vanliga. Vit stork som är typisk för samhällen häckade 1841 för första gången i Estland. Även med människans hjälp som byggde plattformer på tak ökade populationen fram till 2010-talet till 2000 häckande par. Flera öar är av Birdlife International utnämnda som viktiga fågelområden (IBA Important Bird Areas).
I Estland lever flera olika groddjur. Vattnets kvalitet förbättrar sig efter den sovjetiska tiden och populationerna ökar. I landet förekommer skogsödla och två andra ödlor samt huggorm och snok.